# AJ produkter
AJ Produkter är ett postorderföretag med huvudkontor i Halmstad som tillhandahåller produkter inom kontor, skola, lager och industri.
Företaget grundades 1975 av Anders Johansson i föräldrarnas gillestuga i Hyltebruk i västra Småland. 2011 hade AJ Produkter växt till en koncern med miljardomsättning och 821 anställda, med verksamhet i ett 20-tal länder runtom i Europa. I slutet av 2010 tog den förre ishockeyspelaren Jonas Bergqvist över VD-posten från Anders Johansson, som blev arbetande styrelseordförande. Bergqvist slutade 2012 och Anders Johansson klev åter in som koncernchef.  2017 hade AJ Produkter växt till en koncern med 2,58 miljarder i omsättning och 821 anställda. 2022 förvärvade AJ Produkter företaget DPJ Workspace och omsätter nu 3 miljarder och har över 1000 anställda i Europa.